# Bahnstrecke Mittelherwigsdorf–Varnsdorf–Eibau
| Ausschnitt der Streckenkarte Sachsen von 1902 |                                                                            |                                                                                      |                                                                                      |
| Streckennummer: | 6588; sä. MWE                                                              |                                                                                      |                                                                                      |
| Kursbuchstrecke (DB): | 236                                                                        |                                                                                      |                                                                                      |
| Kursbuchstrecke (SŽ): | 089                                                                        |                                                                                      |                                                                                      |
| Kursbuchstrecke: | 135a (1934) 161 (1946) 250 (Zittau–Oberoderwitz/ Großschönau–Dresden 1968) |                                                                                      |                                                                                      |
| Streckenlänge: | 23,276 km                                                                  |                                                                                      |                                                                                      |
| Spurweite: | 1435 mm (Normalspur)                                                       |                                                                                      |                                                                                      |
| Maximale Neigung: | 12,5 ‰                                                                     |                                                                                      |                                                                                      |
| Minimaler Radius: | 300 m                                                                      |                                                                                      |                                                                                      |
| Streckengeschwindigkeit: | 60 km/h                                                                    |                                                                                      |                                                                                      |
| Zugbeeinflussung: | PZB                                                                        |                                                                                      |                                                                                      |
| |                                                                            |                                                                                      |                                                                                      |
| \| \| \| von Zittau \| \| \| \| 0,174 \| Hp Abzw Mittelherwigsdorf (ehem. Bf) \| 278 m \| \| \| \| nach Löbau (Sachs) \| \| \| \| 3,669 \| Hainewalde (ehem. Bf) \| 312 m \| \| \| 6,007 \| Viadukt Großschönau (Pochebachviadukt; 97 m) \| Viadukt Großschönau (Pochebachviadukt; 97 m) \| \| \| 7,546 \| Großschönau (Sachs) \| 329 m \| \| \| 8,375 \| Brücke Lausurbach (43 m) \| Brücke Lausurbach (43 m) \| \| \| \| \| \| \| \| 9,688 \| Staatsgrenze Deutschland–Tschechien Infrastrukturgrenze DB InfraGO / Správa železnic \| Staatsgrenze Deutschland–Tschechien Infrastrukturgrenze DB InfraGO / Správa železnic \| \| \| \| \| \| \| \| 10,101 \| Varnsdorf früher Warnsdorf \| 336 m \| \| \| \| nach Rybniště (vorm. Böhmische Nordbahn) \| \| \| \| 10,790 \| Viadukt Varnsdorf (100 m) \| Viadukt Varnsdorf (100 m) \| \| \| 12,240 \| Varnsdorf staré nádraží früher Altwarnsdorf \| 342 m \| \| \| 13,410 \| Varnsdorf-pivovar Kocour \| Varnsdorf-pivovar Kocour \| \| \| 13,520 \| Anschl. Josef Šusta \| Anschl. Josef Šusta \| \| \| \| \| \| \| \| 13,707 \| Staatsgrenze Tschechien–Deutschland Infrastrukturgrenze Správa železnic / DRE \| Staatsgrenze Tschechien–Deutschland Infrastrukturgrenze Správa železnic / DRE \| \| \| \| \| \| \| \| 15,150 \| Viadukt Seifhennersdorf (173 m) \| Viadukt Seifhennersdorf (173 m) \| \| \| 15,514 \| Seifhennersdorf \| 358 m \| \| \| 19,729 \| Leutersdorf (ehem. Bf) \| 376 m \| \| \| 22,690 \| Infrastrukturgrenze DRE / DB InfraGO[1] \| Infrastrukturgrenze DRE / DB InfraGO[1] \| \| \| \| von Oberoderwitz \| \| \| \| 23,451 \| Hp Abzw Eibau (ehem. Bf) \| 384 m \| \| \| \| nach Bischofswerda \| \| \| \| \| \| \| \| Quellen: [2][3][4] \| \| \| \| |                                                                            |                                                                                      |                                                                                      |
| Strecke |                                                                            | von Zittau                                                                           | von Zittau                                                                           |
| Haltepunkt / Haltestelle | 0,174                                                                      | Hp Abzw Mittelherwigsdorf (ehem. Bf)                                                 | 278 m                                                                                |
| Abzweig geradeaus und nach rechts |                                                                            | nach Löbau (Sachs)                                                                   | nach Löbau (Sachs)                                                                   |
| Haltepunkt / Haltestelle | 3,669                                                                      | Hainewalde (ehem. Bf)                                                                | 312 m                                                                                |
| Brücke | 6,007                                                                      | Viadukt Großschönau (Pochebachviadukt; 97 m)                                         | Viadukt Großschönau (Pochebachviadukt; 97 m)                                         |
| Bahnhof | 7,546                                                                      | Großschönau (Sachs)                                                                  | 329 m                                                                                |
| Brücke | 8,375                                                                      | Brücke Lausurbach (43 m)                                                             | Brücke Lausurbach (43 m)                                                             |
| |                                                                            |                                                                                      |                                                                                      |
| Grenze | 9,688                                                                      | Staatsgrenze Deutschland–Tschechien Infrastrukturgrenze DB InfraGO / Správa železnic | Staatsgrenze Deutschland–Tschechien Infrastrukturgrenze DB InfraGO / Správa železnic |
| |                                                                            |                                                                                      |                                                                                      |
| Bahnhof | 10,101                                                                     | Varnsdorf früher Warnsdorf                                                           | 336 m                                                                                |
| Abzweig geradeaus und nach links |                                                                            | nach Rybniště (vorm. Böhmische Nordbahn)                                             | nach Rybniště (vorm. Böhmische Nordbahn)                                             |
| Brücke | 10,790                                                                     | Viadukt Varnsdorf (100 m)                                                            | Viadukt Varnsdorf (100 m)                                                            |
| Haltepunkt / Haltestelle | 12,240                                                                     | Varnsdorf staré nádraží früher Altwarnsdorf                                          | 342 m                                                                                |
| Haltepunkt / Haltestelle | 13,410                                                                     | Varnsdorf-pivovar Kocour                                                             | Varnsdorf-pivovar Kocour                                                             |
| Abzweig geradeaus und nach links | 13,520                                                                     | Anschl. Josef Šusta                                                                  | Anschl. Josef Šusta                                                                  |
| |                                                                            |                                                                                      |                                                                                      |
| Grenze | 13,707                                                                     | Staatsgrenze Tschechien–Deutschland Infrastrukturgrenze Správa železnic / DRE        | Staatsgrenze Tschechien–Deutschland Infrastrukturgrenze Správa železnic / DRE        |
| |                                                                            |                                                                                      |                                                                                      |
| Brücke | 15,150                                                                     | Viadukt Seifhennersdorf (173 m)                                                      | Viadukt Seifhennersdorf (173 m)                                                      |
| Bahnhof | 15,514                                                                     | Seifhennersdorf                                                                      | 358 m                                                                                |
| Haltepunkt / Haltestelle | 19,729                                                                     | Leutersdorf (ehem. Bf)                                                               | 376 m                                                                                |
| Wechsel des Eisenbahninfrastrukturunternehmens | 22,690                                                                     | Infrastrukturgrenze DRE / DB InfraGO                                                 | Infrastrukturgrenze DRE / DB InfraGO                                                 |
| Abzweig geradeaus und von rechts |                                                                            | von Oberoderwitz                                                                     | von Oberoderwitz                                                                     |
| Haltepunkt / Haltestelle | 23,451                                                                     | Hp Abzw Eibau (ehem. Bf)                                                             | 384 m                                                                                |
| Strecke |                                                                            | nach Bischofswerda                                                                   | nach Bischofswerda                                                                   |
| |                                                                            |                                                                                      |                                                                                      |
| Quellen: |                                                                            |                                                                                      |                                                                                      |

Die Bahnstrecke Mittelherwigsdorf–Varnsdorf–Eibau ist eine Nebenbahn in Sachsen und Tschechien. Die regional als Mandaubahn bekannte Verbindung wurde ursprünglich als Teil der Süd-Lausitzer Bahn erbaut und verläuft von Mittelherwigsdorf über das tschechische Varnsdorf (Warnsdorf) nach Eibau. Die Strecke wird von der DB InfraGO, der Správa železnic und der Deutschen Regionaleisenbahn (DRE) betrieben. Die Zuständigkeitsgrenzen der Infrastrukturbetreiber befinden sich jeweils an der Staatsgrenze sowie nahe dem Bahnhof Eibau.

## Geschichte
Die Kgl. Sächsischen Staatseisenbahnen erbauten die Zweigstrecke ausgehend von Mittelherwigsdorf an der inzwischen verstaatlichten Bahnstrecke Zittau–Löbau. Am 2. Januar 1868 wurde Großschönau und am 15. August 1871 Warnsdorf erreicht, das damals zum österreichischen Kronland Böhmen gehörte und heute Teil der Tschechischen Republik ist.
Von Eibau, das ebenfalls an der Strecke Zittau–Bischofswerda liegt, erreichte der Schienenweg am 1. November 1874 Seifhennersdorf. Der Lückenschluss zwischen Seifhennersdorf und Warnsdorf verzögerte sich durch den schwierigen Grundwerb auf österreichischem Territorium derart, dass die Fertigstellung der Verbindung erst zum 6. September 1876 möglich war.
Ursprünglich als Hauptbahn gebaut, wurde die Strecke am 1. Juli 1924 zur Nebenbahn abgestuft.
Im damals österreichischen Warnsdorf wurden nur die ein- und aussteigenden Fahrgäste kontrolliert, Durchreisende im Zug nicht.
Nach dem Zweiten Weltkrieg wurde am 4. August 1945 der fahrplanmäßige Bahnbetrieb zwischen Mittelherwigsdorf und Eibau wieder aufgenommen. Über Varnsdorf verkehrten Sperrwagen, bei denen ein Ein- und Ausstieg nicht gestattet war. Am 11. Januar sperrten die tschechoslowakischen Behörden die Durchfahrt, sodass die Züge nun nur noch bis und ab Großschönau bzw. Seifhennersdorf fuhren.

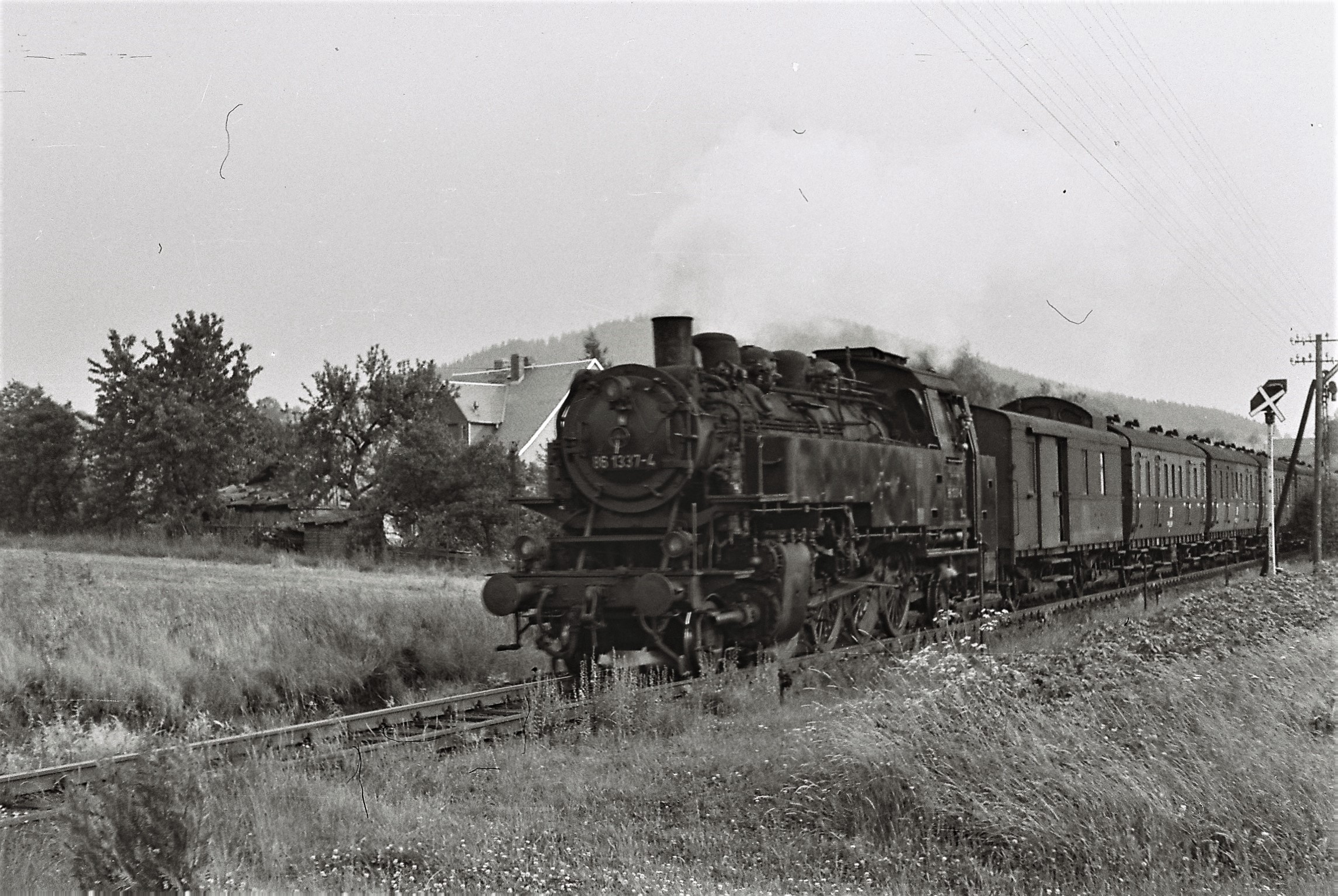
Personenzug in Hainewalde (1977)

Ab 1951 verkehrten wieder deutsche Korridorzüge über tschechoslowakisches Gebiet, die allerdings in Varnsdorf nicht hielten. Erst am 1. Juni 2006 wurde dieser Halt wieder eingeführt. Im Korridorverkehr (siehe: Streckennutzungsrecht) verkehrten auch tschechische Züge von Rybniště nach Hrádek nad Nisou und Liberec über diese Strecke.
Die Deutsche Bahn (DB) stellte den Güterverkehr zwischen Eibau und Seifhennersdorf zum 31. Dezember 1994 ein. Von 2002 bis 2010 befuhr die Sächsisch-Böhmische Eisenbahngesellschaft (SBE) die Strecke im Auftrag des Zweckverbandes Verkehrsverbund Oberlausitz-Niederschlesien (ZVON). Nachdem der Verkehrsverbund bereits 2005 den SPNV auf dem Abschnitt Seifhennersdorf–Eibau abbestellt hatte, fuhr die SBE noch ein Jahr lang ein paar wenige Züge eigenwirtschaftlich. Seit Dezember 2006 findet zwischen Seifhennersdorf und Eibau kein Verkehr mehr statt. Die Strecke wächst seitdem zu.

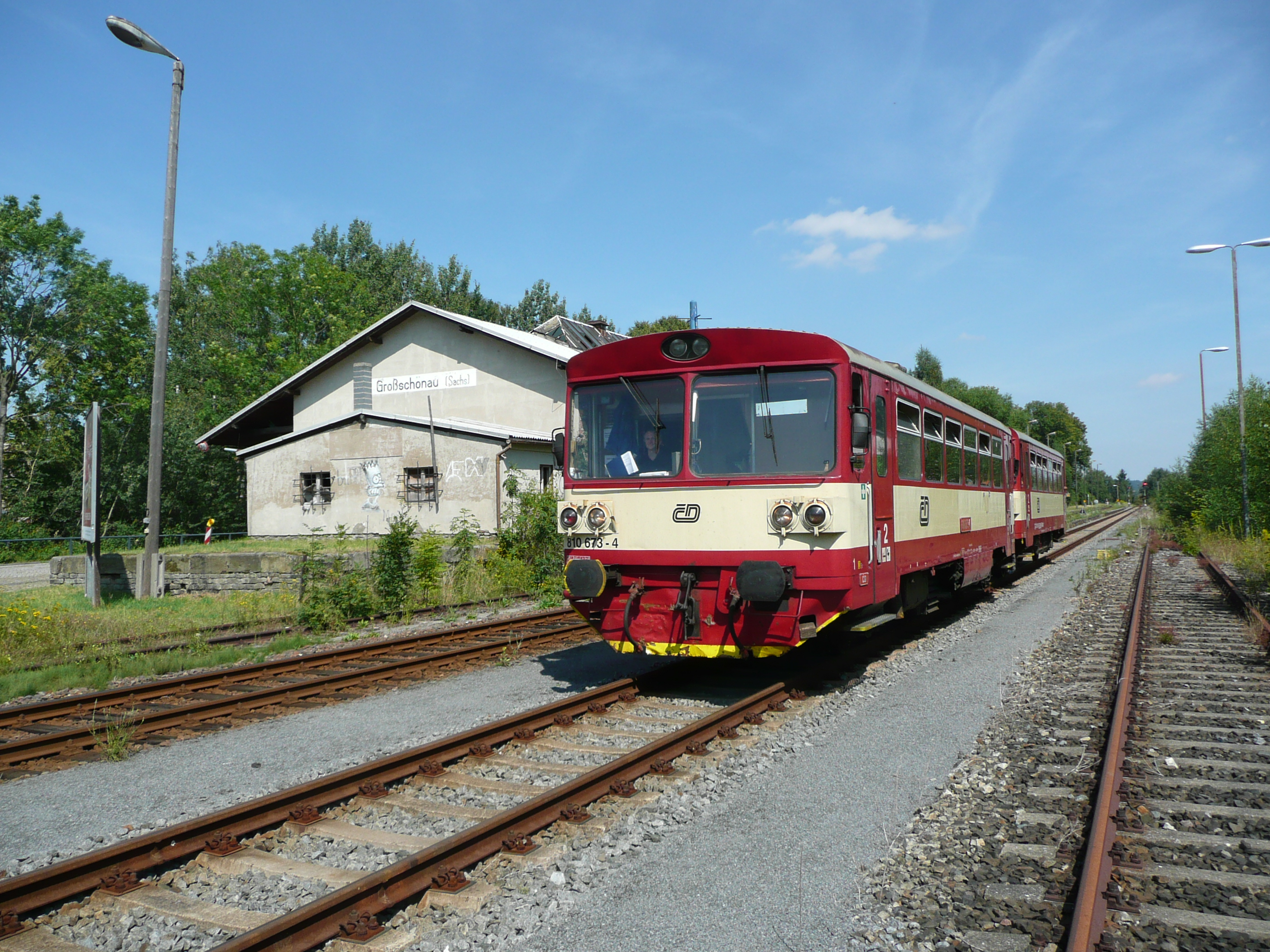
Korridorzug der České dráhy in Großschönau (2009)

DB Netz verpachtete im Jahr 2010 den rund neun Kilometer langen Streckenabschnitt von Seifhennersdorf (Grenze) bis kurz vor Eibau an das Eisenbahninfrastrukturunternehmen Deutsche Regionaleisenbahn. Allein dieser Streckenabschnitt verfügt über insgesamt 10 Eisenbahnbrücken und 15 Bahnübergänge. Da noch unter der DB als Betreiber die Schrankenanlage am Bahnübergang Nordstraße vor dem Bahnhof Seifhennersdorf abgebaut worden war, errichtete die DRE vor dem Bahnübergang im Dezember 2010 einen Behelfsbahnsteig, um kurzfristig eine finanzierbare Wiederinbetriebnahme der Strecke von der Staatsgrenze bis nach Seifhennersdorf zu ermöglichen.

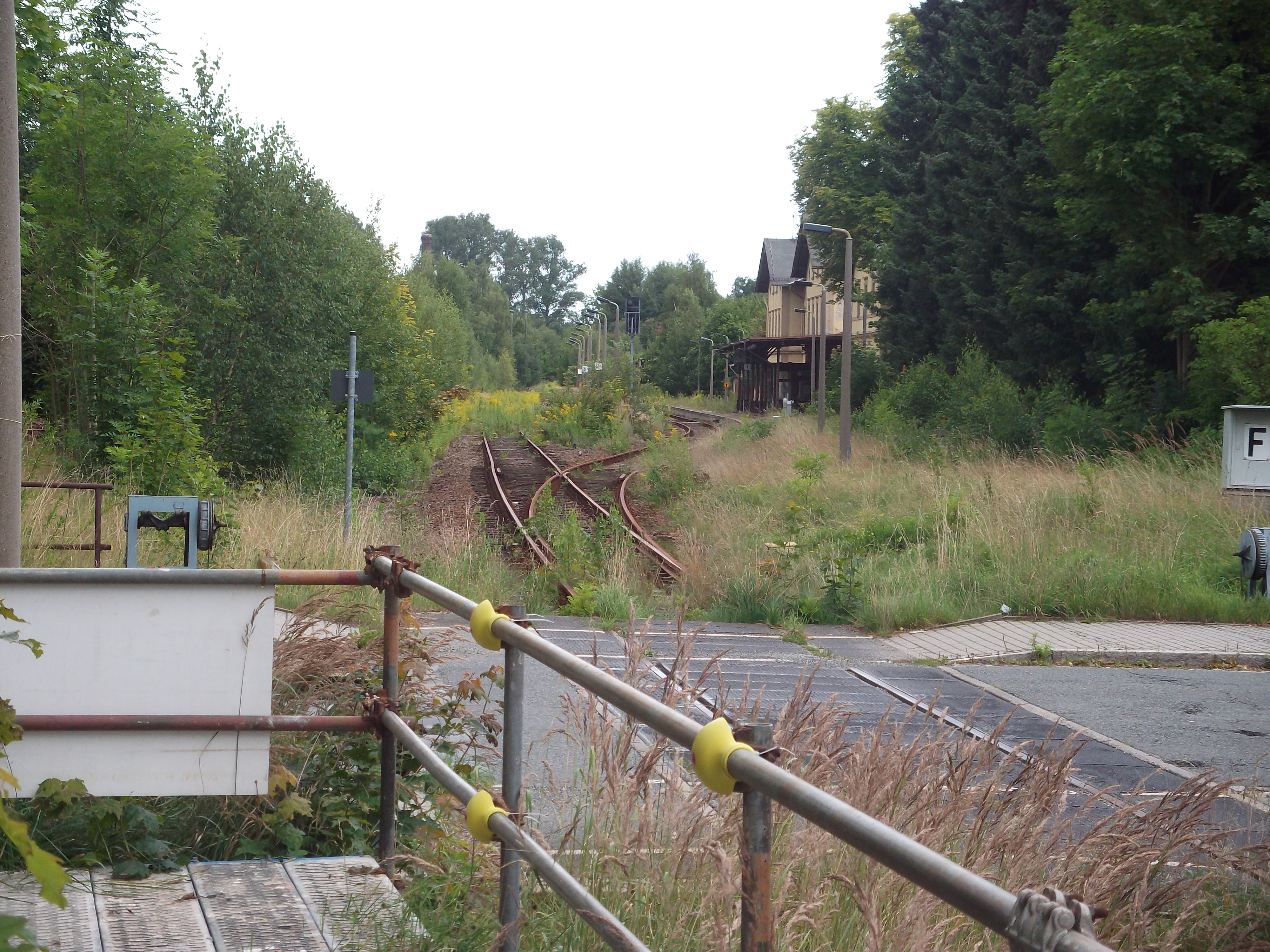
Der wegen der nicht funktionsfähigen Sicherungsanlage am Bahnübergang Nordstraße betriebene und im November 2019 abgebaute Behelfsbahnsteig in Seifhennersdorf (2011)

Seit dem 12. Dezember 2010 betreibt die Vogtlandbahn (heute „Die Länderbahn“) die Linie Liberec–Zittau–Varnsdorf–Rybniště/Seifhennersdorf unter dem Namen Trilex. Der Zweckverband (ZVON) hatte im Februar 2009 in einer erstmals durchgeführten deutsch-tschechischen Ausschreibung von drei ÖPNV-Aufgabenträgern gemeinsam mit den beiden tschechischen Aufgabenträgern Liberecký kraj und Ústecký kraj über die Vergabe des Netzes mit 660.000 Zugkilometern pro Jahr entschieden. Auf dieser Strecke verkehren die Züge im Abschnitt Mittelherwigsdorf–Varnsdorf im Stundentakt, zwischen Varnsdorf und Seifhennersdorf im Zweistundentakt. Es werden Triebwagen vom Typ Desiro eingesetzt, die mit zweisprachigen Zugbegleitern besetzt sind.
Im Rahmen des Projektes „Lubahn“ wurden auf der Bahnstrecke Seifhennersdorf–Varnsdorf–Großschönau–Zittau–Liberec bis Oktober 2014 attraktivere Verkehrsverhältnisse geschaffen. Neben dem Neubau der Haltestelle Varnsdorf staré nádraží erfolgte die Modernisierung des Haltepunktes Mittelherwigsdorf und des Bahnsteigs 5 des Liberecer Bahnhofes. Gefördert wurde das Projekt, dessen Name sich aus dem tschechischen Wort „Lužice“ für Lausitz und dem deutschen Wort „Bahn“ zusammensetzt, durch den ZVON, den tschechischen Netzbetreiber SŽDC (jetzt Správa železnic), die Region Liberecký kraj und die Europäische Union. Allein für den Bahnsteigneubau in Varnsdorf staré nádraží wurden insgesamt rund 300 000 Kč aus dem EU-Förderprogramm Ziel 3 / Cíl 3 aufgewendet. Die Eröffnung der neuen Haltestelle erfolgte am 18. Oktober 2013. Mit der Neueröffnung dieses sowie der Einrichtung eines weiteren Haltepunkts an der Brauerei Kocour in Varnsdorf werden steigende Fahrgastzahlen auf dieser Strecke erwartet. Dieser Haltepunkt wurde vom Brauereibetreiber selbst finanziert.
Aufgrund der geringen Nachfrage und von gesunkenen Zuschüssen hatte der ZVON Anfang 2013 in Erwägung gezogen, den Verkehr auf der Strecke Varnsdorf–Seifhennersdorf abzubestellen. In seiner Verbandsversammlung am 17. Juni 2013 beauftragte der ZVON jedoch die Vogtlandbahn auch für das Fahrplanjahr 2013/2014 mit der Bedienung der Strecke. Für eine Weiterbestellung im darauf folgenden Fahrplanjahr machte er zur Voraussetzung, dass die Nachfrage zum Beispiel dadurch gesteigert wird, dass die Stadt Seifhennersdorf den Schülerverkehr auf die Bahn verlagert und dass für den Behelfsbahnsteig in Seifhennersdorf eine dauerhafte Lösung gefunden wird.
In Analogie zu den Vorjahren waren jedoch auch im Jahresfahrplan 2015 ganzjährig SPNV-Verbindungen im angenäherten Stundentakt zwischen Mittelherwigsdorf und Varnsdorf sowie im angenäherten Zweistundentakt zwischen Varnsdorf und Seifhennersdorf vermerkt.
Im Frühjahr 2014 schrieb die DRE die nicht mehr befahrene rund sechs Kilometer lange Teilstrecke ab Streckenkilometer 16,346 bis zur Pachtgrenze bei Kilometer 22,600 nahe Eibau zur Übernahme durch andere Eisenbahninfrastrukturunternehmen (EIU) aus. Nach Aussage der DRE könne sie diesen Streckenabschnitt nicht mehr wirtschaftlich betreiben, da den laufenden jährlichen Instandhaltungskosten in Höhe von 32.000 Euro keinerlei Einnahmen entgegen stünden. Zudem wären in den folgenden fünf Jahren Investitionen in Höhe von rund 5,4 Mio. Euro notwendig, davon rund die Hälfte für Oberbaumaßnahmen sowie 1,7 Mio. Euro für Maßnahmen an den Bahnübergängen und ca. eine Mio. Euro für die Leit- und Sicherungstechnik. Da es nicht zur Abgabe an den einzigen Bieter kam, möchte die DRE die Strecke entwickeln, wobei die Möglichkeit der Verlängerung der „Nationalparkbahn“ von Rumburk nach Eibau gesehen wird. Ein Zwischenziel der DRE war die Wiederaufnahme des durchgehenden Bahnverkehrs nach Eibau, was mit der Stadt Varnsdorf am 29. September 2014 in einem Memorandum bekräftigt wurde.
Von Seiten des ZVON ist nach Beschlusslage aus dem Jahr 2014 eine Weiterbedienung des Abschnittes Varnsdorf–Seifhennersdorf im ÖPNV bis Dezember 2020 beabsichtigt. Ein in Auftrag gegebenes Gutachten hatte bei einer Einstellung des Schienenpersonennahverkehrs nur geringe Einsparpotentiale für den ZVON aufgezeigt. Stattdessen sollten Maßnahmen ergriffen werden, die die Nachfrage steigern können. An den Infrastrukturbetreiber DRE erging die Forderung, Maßnahmen zur Verbesserung der Infrastruktur durchzuführen. Neben der Sicherung einer durchgehenden Streckengeschwindigkeit von 50 km/h sollten auch die Bahnübergänge Nord- und Südstraße in Seifhennersdorf saniert werden.
Zwischen dem 13. März 2015 und dem 11. Juni 2023 durfte zwischen Varnsdorf pivovar Kocour und Seifhennersdorf kein Verkehr durchgeführt werden. Der SPNV wurde in diesem Zeitraum auf Schienenersatzverkehr umgestellt. Hintergrund ist, dass der Infrastrukturbetreiber DRE nicht die betrieblichen Anforderungen „im Zusammenhang mit dem grenzüberschreitenden Streckenbetrieb“ erfüllte. Zwischenzeitlich genannte Termine zur Wiederaufnahme des Bahnverkehrs wurden nicht gehalten, der Zeitraum der Streckensperrung wurde wiederholt verlängert.
Mit dem Bau eines ESTW im Bahnhof Eibau durch DB Netz beabsichtigte die DRE eine Unterbrechung der Strecke im Bahnhof Seifhennersdorf. Damit sollten die Kosten von etwa einer Million Euro für eine Anpassung der Sicherungstechnik eingespart werden, die nicht durch Trassenpreiseinnahmen gedeckt werden können. Da mit dem beabsichtigten Rückbau eine gravierende Kapazitätseinschränkung einhergehen würde, musste die DRE den Bahnhof im Februar 2016 zur Abgabe an Dritte ausschreiben. Da sich bis zum Ende der Bieterfrist am 30. Juni 2016 kein Interessent meldete und da sich die Situation in den letzten Jahren nicht verbesserte, schrieb die DRE Mitte Oktober 2017 den bereits 2014 angebotenen Streckenabschnitt von der Pachtgrenze im Bahnhof Eibau bis zur Bahnhofseinfahrt Seifhennersdorf erneut zur Übernahme durch Dritte mit den alten Konditionen aus. Zu einem Verkauf kam es jedoch nicht.
Am 15. November 2019 informierte die DRE darüber, dass die 2015 behördlich verfügte Betriebseinstellung zwischen Varnsdorf Grenze und Seifhennersdorf darauf beruhte, dass die DRE die Voraussetzungen für die nach damaliger Rechtslage erforderliche Sicherheitsgenehmigung nicht erfüllte. Aufgrund einer 2019 vollzogenen Änderung des Allgemeinen Eisenbahngesetzes ist diese nun nicht mehr erforderlich. Die DRE kündigte daraufhin an, die Strecke und den Bahnhof Seifhennersdorf bis zum Fahrplanwechsel im Dezember 2020 wieder betriebsbereit herrichten zu wollen. Der Behelfsbahnsteig südlich des Bahnübergangs Nordstraße war bereits in der ersten Novemberhälfte 2019 abgebaut worden.
Im Winter 2020 ließ die DRE die zugewachsene Strecke freischneiden, im Sommer wurden die Schäden am Streckengleis beseitigt. Seit Dezember 2020 ist eine provisorische Lichtzeichenanlage zur Sicherung des Bahnüberganges Nordstraße aufgebaut und der Zugang zum Bahnsteig wieder möglich. Die Abnahmefahrten zur Wiederinbetriebnahme der Strecke fanden am 12. und 13. Januar 2021 statt. Zwischenzeitlich hatte DB Netz der DRE den Pachtvertrag für die Strecke gekündigt, wogegen Widerspruch eingelegt wurde.
Der ab dem 13. Dezember 2020 gültige Jahresfahrplan 2021 sah auf der Linie L7 werktags elf und an Wochenenden zehn Reisezugpaare zwischen Liberec und Seifhennersdorf vor.
Laut einer Pressemeldung vom 31. März 2022 besaß die DRE weiterhin keine Betriebserlaubnis für den Streckenabschnitt, sodass kein regelmäßiger Verkehr aufgenommen werden konnte. Laut Aussage der Bürgermeisterin von Seifhennersdorf stand insbesondere die provisorische Sicherungsanlage am Bahnübergang vor dem Bahnhof Seifhennersdorf deren Erteilung im Wege. Darüber hinaus sollten die tschechischen Partner noch „das geplante Betriebssystem öffentlich“ machen.
Am 11. Juni 2023 wurde der planmäßige Eisenbahnbetrieb zwischen Varnsdorf-pivovar Kocour und Seifhennersdorf nach acht Jahren Schienenersatzverkehr wieder aufgenommen.
Am 16. Juni 2025 bot die Deutsche Regionaleisenbahn den Abschnitt Seifhennersdorf–Eibau zur Abgabe an.

## Ausblick
Der Ústecký kraj rechnet mittelfristig mit dem Bau einer etwa fünf Kilometer langen Neubautrasse zwischen Seifhennersdorf und Rumburk, um so durchgehende Reisezüge zwischen Liberec, Varnsdorf und Rumburk zu ermöglichen. Eine Durchbindung der Züge über Šluknov und Bad Schandau nach Děčín ist angedacht.
Der ZVON als örtlich zuständiger Aufgabenträger für den Schienenpersonennahverkehr unterstützt die diesbezüglichen Überlegungen des Ústecký kraj, beispielsweise mit Erarbeitung einer Potenzialanalyse und Untersuchung verschiedener Betriebsszenarien. Die Strecke soll nördlich des Bahnhofs Seifhennersdorf aus der bestehenden Strecke ausbinden. Der ZVON erwartet jedoch hohe Investitionskosten und betrachtet den Vorschlag als langfristige Option. Nach Medienberichten sehen die Überlegungen des Ústecký kraj vor, die neue Strecke östlich in den Bahnhof Rumburk zu führen, so dass die von Liberec bzw. Seifhennersdorf kommenden Züge ohne Fahrtrichtungswechsel zu Zielen südlich bzw. westlich von Rumburk weiterfahren können. Je nach konkreter Trassenführung wird mit der Notwendigkeit einer 4,5 bis 5,5 km langen Neubaustrecke gerechnet. Die gesamte Projektidee befindet sich noch im Stadium von Vorstudien, so dass mit Stand 2019 noch keine Aussagen zu den Investitionskosten und ggf. zu deren Tragung möglich sind. Das Vorhaben wurde im Januar 2019 durch Dan Ťok, damaliger Verkehrsminister der Tschechischen Republik, bereits gegenüber Martin Dulig, sächsischer Staatsminister für Wirtschaft, Arbeit und Verkehr, angesprochen – allerdings noch ohne konkrete Vereinbarungen zu treffen. Dulig kündigte am 14. Juni 2019 gegenüber Vladimír Kremlík, neuer Verkehrsminister der Tschechischen Republik, von sächsischer Seite eine Machbarkeitsstudie für das Vorhaben an und informierte, dass die zugehörigen Mittel im Haushalt des SMWA bereitgestellt seien. Am 24. August 2023 gab es hierzu einen zweiten Amtsbesuch von Dulig im Verkehrsministerium in Prag mit nochmaliger Bekräftigung zu einer von Sachsen finanzierten Machbarkeitsstudie. Im November 2023 lag die Machbarkeitsstudie im SMWA in Dresden vor. Aufgrund einer gegenwärtig unklaren Finanzierung der zukünftigen Verkehrsleistungen geht man von einer „langfristigen“ Verwirklichung des Projekts aus.

## Streckenbeschreibung

### Verlauf
Westlich der Ortslage Mittelherwigsdorf bindet die Strecke Mittelherwigsdorf–Varnsdorf–Eibau eingleisig aus der hier zweigleisigen Bahnstrecke Zittau–Löbau aus und wendet sich westlich in das Tal der Mandau. Sie folgt ihr flussaufwärts auf der orographisch rechten Seite im Wesentlichen jeweils südlich der geschlossenen Bebauung von Hainewalde und Großschönau. Sie erreicht nach etwa 9,5 km das Gebiet der Tschechischen Republik und passiert in einem weiten Bogen auf etwa 4 km Streckenlänge das Varnsdorfer Stadtzentrum auf dessen südwestlicher Seite und wendet sich dabei nordwärts, erreicht wieder das Gebiet der Bundesrepublik Deutschland und folgt bis in die Ortslage Seifhennersdorf weiterhin der Mandau. Sie überquert diese auf einem 173 m langen Viadukt. Sie folgt dann im Wesentlichen dem Tal des Leutersdorfer Wassers, ebenfalls flussaufwärts, wendet sich in Richtung Nordosten und passiert die Ortslage Leutersdorf auf deren östlicher Seite, ebenfalls überwiegend außerhalb der geschlossenen Bebauung. Zwischen Neueibau und Eibau verläuft die Strecke in nördlicher Richtung und erreicht nach rund 23 km den ehemaligen Bahnhof Eibau und mündet dort in die gleichermaßen eingleisige Bahnstrecke Oberoderwitz–Wilthen ein. Die Strecke steigt von Mittelherwigsdorf bis Eibau kontinuierlich an und überwindet dabei etwas mehr als 100 Höhenmeter.

### Betriebsstellen

#### Mittelherwigsdorf (Sachs)

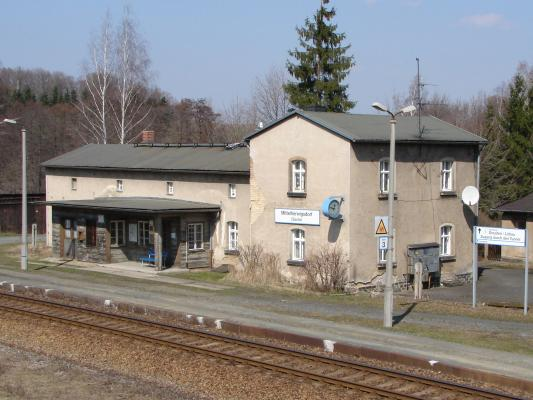
Haltepunkt Mittelherwigsdorf

Der heutige Haltepunkt Mittelherwigsdorf wurde am 2. Januar 1868 im Winkel zur Strecke nach Löbau als Haltepunkt Scheibe in Betrieb genommen, ohne dass an diesem Punkt eine Gleisverbindung zur Löbau-Zittauer Eisenbahn bestand. Erst nach dem Einbau von Weichen am 27. Juni 1882 wurde die Station zum Bahnhof erhoben. Am 15. Mai 1927 erhielt die Betriebsstelle nach der Eingemeindung von Scheibe den heutigen Namen Mittelherwigsdorf.
Die Hochbauten bestanden aus dem Empfangsgebäude mit Nebengebäude an den Bahnsteigen Richtung Großschönau, dem direkt im Streckenwinkel liegenden markanten Stellwerksgebäude, einem Freiabort und einigen Lagerschuppen. An beiden Strecken gab es zwei Bahnsteiggleise, dazu auf der Großschönauer Seite noch ein Ladegleis mit Güterschuppen.
Mit dem zweigleisigen (Wieder-)Ausbau der Strecke von Zittau entfiel 1980 das zweite Bahnsteiggleis und auch das Ladegleis auf der Großschönauer Seite. Mit der Errichtung eines elektronischen Stellwerks im Jahr 2010 wurde der Bahnhof zum Haltepunkt mit Abzweigstelle zurückgestuft.

#### Hainewalde
Der Haltepunkt Hainewalde besteht bereits seit der Streckeneröffnung. Das ursprüngliche Empfangsgebäude, ein schmuckloser Typenbau, wurde bereits 1912 abgebrochen und durch ein neues, repräsentativeres ersetzt. Eine Besonderheit war der heute nicht mehr nutzbare Personentunnel, der das Empfangsgebäude mit dem entgegengesetzt angelegten Bahnsteig verband. Die Gleisanlage umfasste in ihrer größten Ausdehnung neben dem durchgehenden Hauptgleis zwei Ladegleise, die 1968 nach der Verlagerung des Güterverkehrs auf benachbarte Knotenbahnhöfe abgebaut wurden. Die bisherige Haltestelle wurde am 1. Dezember 1968 zum Haltepunkt abgestuft.

#### Großschönau (Sachs)

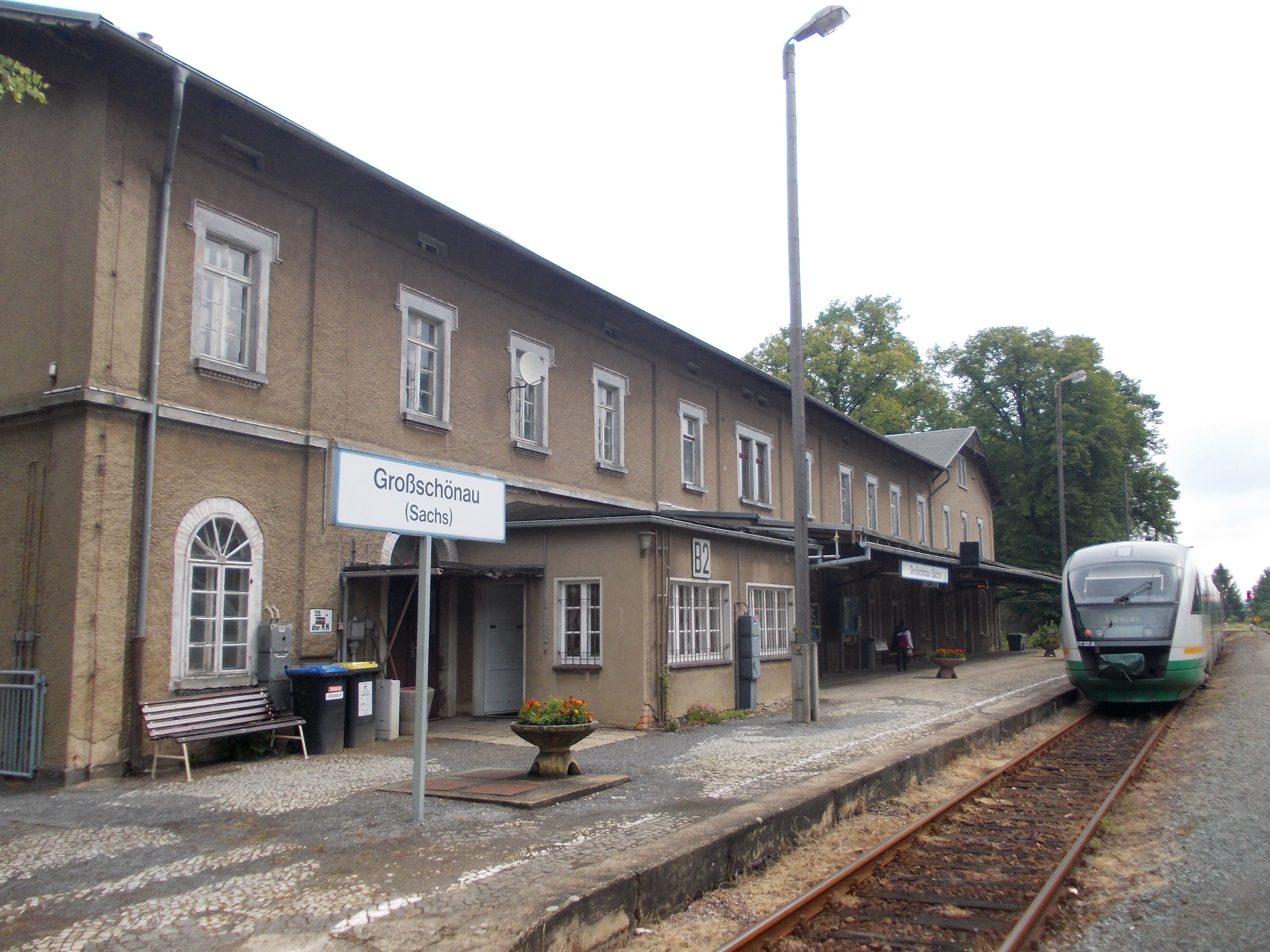
Bahnhof Großschönau (2014)

Der Bahnhof Großschönau war bis 1872 Endbahnhof der Strecke. Er besaß von Anfang an vier durchgehende Gleise und ein repräsentatives Empfangsgebäude. In der Funktion als Endbahnhof bestand auch eine kleine Lokomotivstation, die später wieder abgebrochen wurde. In seiner größten Ausdehnung vor dem Zweiten Weltkrieg umfasste die Betriebsstelle sieben Gleise mit insgesamt 19 Weichen.
Von 1946 bis 1951, als eine Durchfahrt über tschechoslowakisches Territorium für einige Zeit nicht möglich war, endeten alle Züge von Zittau in Großschönau. Als Reparationsleistung für die Sowjetunion konnte man darum nur die kurzen Stumpfgleise demontieren, da alle weiteren dringend benötigt wurden.
Ende der 1970er Jahre wurde in Großschönau ein sowjetisches Gleisbildstellwerk der Bauart EZMG mit Hl-Lichtsignalen in Betrieb genommen, das die bisherigen mechanischen Stellwerke ablöste. Die ursprünglichen sowjetischen Lichtsignale wurden später durch solche der Bauart WSSB ersetzt. Es befindet sich in einem Anbau im Empfangsgebäude und ist auch im Jahr 2023 noch in Betrieb.
Das größtenteils leerstehende Empfangsgebäude wurde 2012 durch die Gemeinde Großschönau erworben. Es steht unter Denkmalschutz.
Großschönau ist im Jahr 2019 noch ein Bahnhof, in dem fahrplanmäßig jedoch täglich nur noch eine planmäßige Zugkreuzung zur üblichen Symmetrieminute stattfand. Verkehrliche Einrichtungen für den Güterverkehr bestehen nicht mehr.
Im Dezember 2018 wurde am Bahnhof eine Verknüpfungsstelle zwischen Bus und Bahn in Betrieb genommen. Dazu wurde das Bahnhofsumfeld neu gestaltet, die vorhandene Bushaltestelle näher an den Bahnsteig verlegt, Parkmöglichkeiten geschaffen sowie die angrenzenden Straßen ausgebaut. Baustart war im Oktober 2017.
Die Gemeinde Großschönau sanierte im Jahr 2023 das Empfangsgebäude. Sie will darin einen Jugendclub unterbringen. Die Sanierung soll 2020 beginnen und wird aus dem Denkmalschutz-Sonderprogramm für „national bedeutende Bauwerke“ vom Bund sowie aus Mitteln für die Denkmalpflege von dem Freistaat Sachsen gefördert. DB Netz erneuerte zeitgleich den Hausbahnsteig.

#### Varnsdorf
Der Bahnhof Varnsdorf wurde bereits am 16. Januar 1869 als Station Warnsdorf durch die Böhmische Nordbahn als Endpunkt ihrer Zweigstrecke von Teichstatt (heute: Rybniště) eröffnet. Das ursprüngliche, provisorische Empfangsgebäude wurde 1871 im Zuge der Einbindung der Strecke von Großschönau durch das heute noch bestehende, für die Größe des Ortes überdimensioniert wirkende „Aufnahmsgebäude“ ersetzt. Es wurde von Anfang an durch die Königlich Sächsischen Staatseisenbahnen und die Böhmische Nordbahn gemeinsam genutzt. Für die Anlagen des Bahnhofes besaßen die Königlich Sächsischen Staatseisenbahnen und der Rechtsnachfolger Deutsche Reichsbahn ein Mitnutzungsrecht.
Nach der Einrichtung des privilegierten Durchgangsverkehrs 1951 hatten alle DR-Züge in Varnsdorf einen Betriebshalt, der nicht zum Fahrgastwechsel zugelassen war. Begründet war das im Fehlen von Ausfahrsignalen in beiden Richtungen, sodass alle Züge durch den Fahrdienstleiter persönlich abgefertigt werden mussten. Erst 1988 stellten die ČSD Ausfahrsignale auf, die seitdem Durchfahrten ohne Halt ermöglichen. In Richtung Großschönau ist dabei unmittelbar vor der Staatsgrenze ein Gruppenausfahrsignal für alle Gleise aufgestellt.

#### Varnsdorf staré nádraží
Der Bahnhof Varnsdorf staré nádraží wurde 1876 auf böhmischen Gebiet durch die Königlich Sächsischen Staatseisenbahnen als Bahnhof Altwarnsdorf in Betrieb genommen. Neben dem durchgehenden Streckengleis mit Bahnsteig wies die Betriebsstelle in ihrer maximalen Ausdehnung drei Nebengleise für den Güterverkehr auf, die heute bis auf eines reduziert sind. Nach 1945 wurde Altwarnsdorf nicht mehr im Reiseverkehr bedient, lediglich der Güterverkehr wurde von den ČSD aufrechterhalten. Das repräsentative Empfangsgebäude ist heute noch erhalten, wird aber nicht mehr für den Bahnbetrieb genutzt.
Im Jahr 2013 wurde in Altwarnsdorf wieder ein Bahnsteig eingerichtet, der seit 18. Oktober 2013 von den Zügen des Trilex bedient wird. Die Station trägt seitdem den Namen Varnsdorf staré nádraží („Varnsdorf alter Bahnhof“).
Das nur noch Wohnzwecken dienende Empfangsgebäude wurde im Jahr 2022 von der Eisenbahnverwaltung an die Stadt Varnsdorf verkauft.

#### Varnsdorf-pivovar Kocour
Die Haltestelle Varnsdorf-pivovar Kocour wurde von der in Varnsdorf ansässigen Brauerei Kocour privat finanziert und am 19. Dezember 2013 eröffnet. Auf dem Bahnsteig wirbt der durch das Architekturbüro Domy jinak gestaltete, aus Edelstahl aufgebaute Fahrgastunterstand für die Brauerei.

#### Seifhennersdorf
Der Bahnhof Seifhennersdorf wurde am 1. November 1874 eröffnet und war bis 1876 Endpunkt der Strecke. Für diesen Zweck bestand eine Zeitlang ein Lokomotivschuppen mit Drehscheibe, der mit Fertigstellung der Strecke über böhmisches Gebiet wieder abgerissen wurde. Das noch heute bestehende Empfangsgebäude ist ein sächsischer Typenbau, der 1907 noch einmal beträchtlich erweitert wurde. In seiner größten Ausdehnung vor dem Zweiten Weltkrieg besaß Seifhennersdorf acht Gleise mit 21 Weichen, dazu kamen drei private Anschlussgleise. Die Reduzierung der Anlagen begann nach 1945 im Zuge der Reparationsleistungen für die Sowjetunion, denen Gleis 4 und einige Weichenverbindungen zum Opfer fielen. 1980 ersetzte ein EZMG-Stellwerk mit Lichtsignalen die mechanische Stellwerkstechnik.
Am 31. Mai 2023 wurde der Mittelteil des leerstehenden, in Privatbesitz befindlichen Empfangsgebäudes infolge Brandstiftung schwer beschädigt. Im Februar 2025 wurde es bei einer Auktion von der Bürgerinitiative Bahnhof Seifhennersdorf ersteigert.

#### Leutersdorf

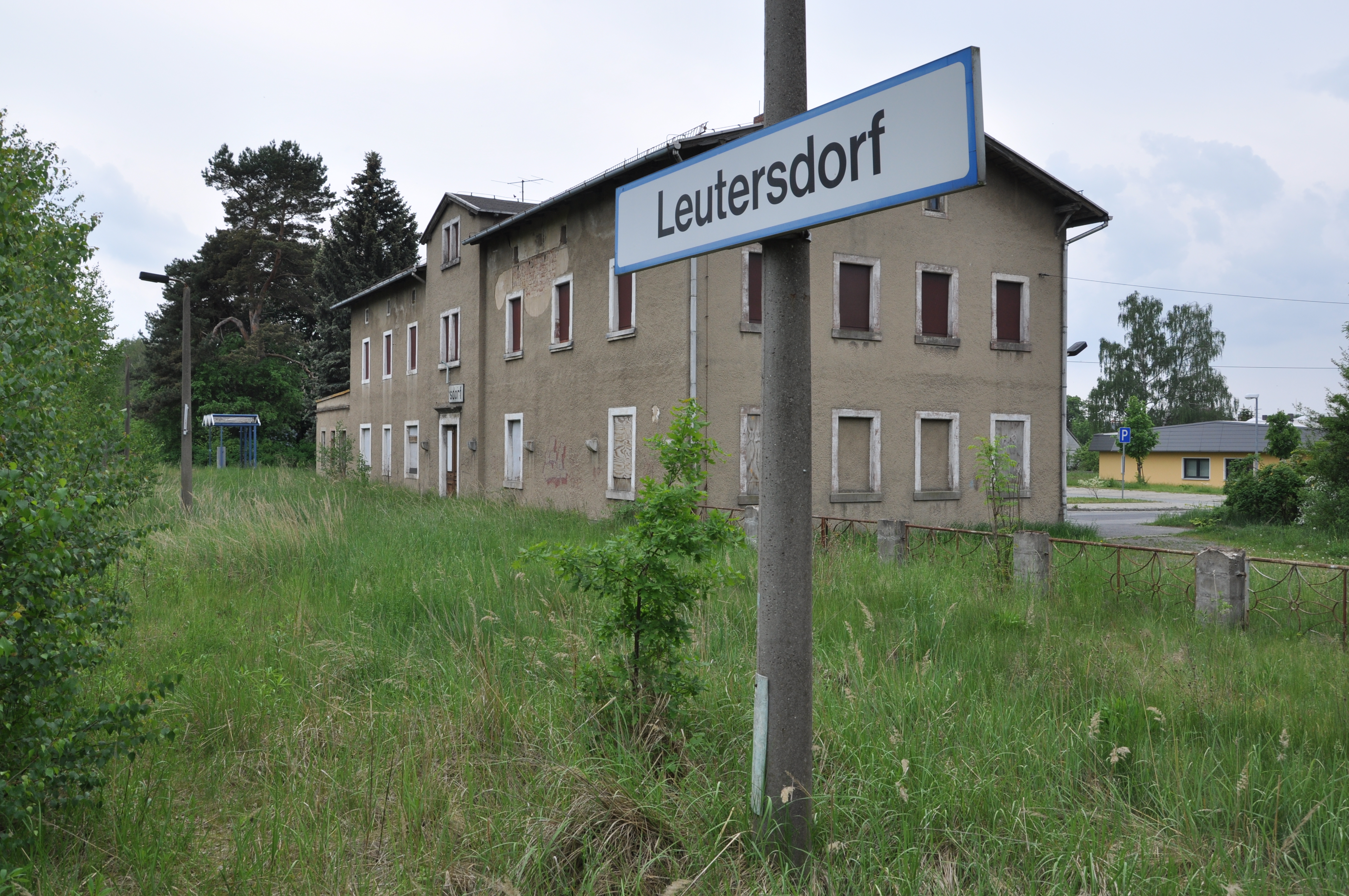
Haltepunkt Leutersdorf (2016)

Der heutige Haltepunkt Leutersdorf wurde 1874 als Güterstation mit Bedarfshalt für Reisende eingerichtet. Nach einer Erweiterung der Anlagen war die Station ab 1876 ein Bahnhof. Die größte Ausdehnung erreichte die Betriebsstelle 1929 mit fünf Gleisen und 12 Weichen. Das Empfangsgebäude ist ein Typenbau und glich anfangs dem von Hainewalde. 1905 erhielt es durch einen Anbau sein heutiges Aussehen.
Eine erste Reduzierung der Anlagen erfolgte kurz nach dem Zweiten Weltkrieg im Rahmen der Reparationsleistungen für die Sowjetunion, als Gleis 1 und 5 demontiert wurden. Fortan stand nur noch ein Bahnsteiggleis für den Personenverkehr zur Verfügung. 1959 wurde der Bahnhof zur Haltestelle abgestuft, 1960 endete der Güterverkehr mit Schließung der Güterabfertigung. Nach dem Abbau aller Nebengleise ist Leutersdorf seit 1971 nur noch ein Haltepunkt.
Seit dem 10. Dezember 2006 ist der Haltepunkt ohne regelmäßigen Personenverkehr.

#### Eibau
Der Bahnhof Eibau wurde am 1. November 1874 als Haltestelle an der Südlausitzer Staatseisenbahn in Betrieb genommen. Mit der Inbetriebnahme der Strecke von Oberoderwitz wurde Eibau am 15. Oktober 1879 zum Trennungsbahnhof mit fünf Gleisen. Die größte Ausdehnung hatte Eibau nach dem zweigleisigen Ausbau der Strecke von Oberoderwitz nach Ebersbach im Jahr 1925 mit insgesamt 22 Weichen.
Die Reduzierung der Anlagen begann unmittelbar nach dem Zweiten Weltkrieg, als das zweite Gleis Oberoderwitz–Ebersbach im Zuge der Reparationsleistungen für die Sowjetunion wieder abgebaut wurde. Im Jahr 1988 erhielt Eibau ein neues elektromechanisches Stellwerk mit Hl-Lichtsignalen. Im Jahr 2016 wurden die verbliebenen Nebengleise demontiert und der Bahnhof zum Haltepunkt mit Abzweigstelle abgestuft. Damit verbunden war die Außerbetriebnahme des bisherigen Stellwerks und die Einbindung der Betriebsstelle in das elektronische Stellwerk Bischofswerda.

## Fahrzeugeinsatz

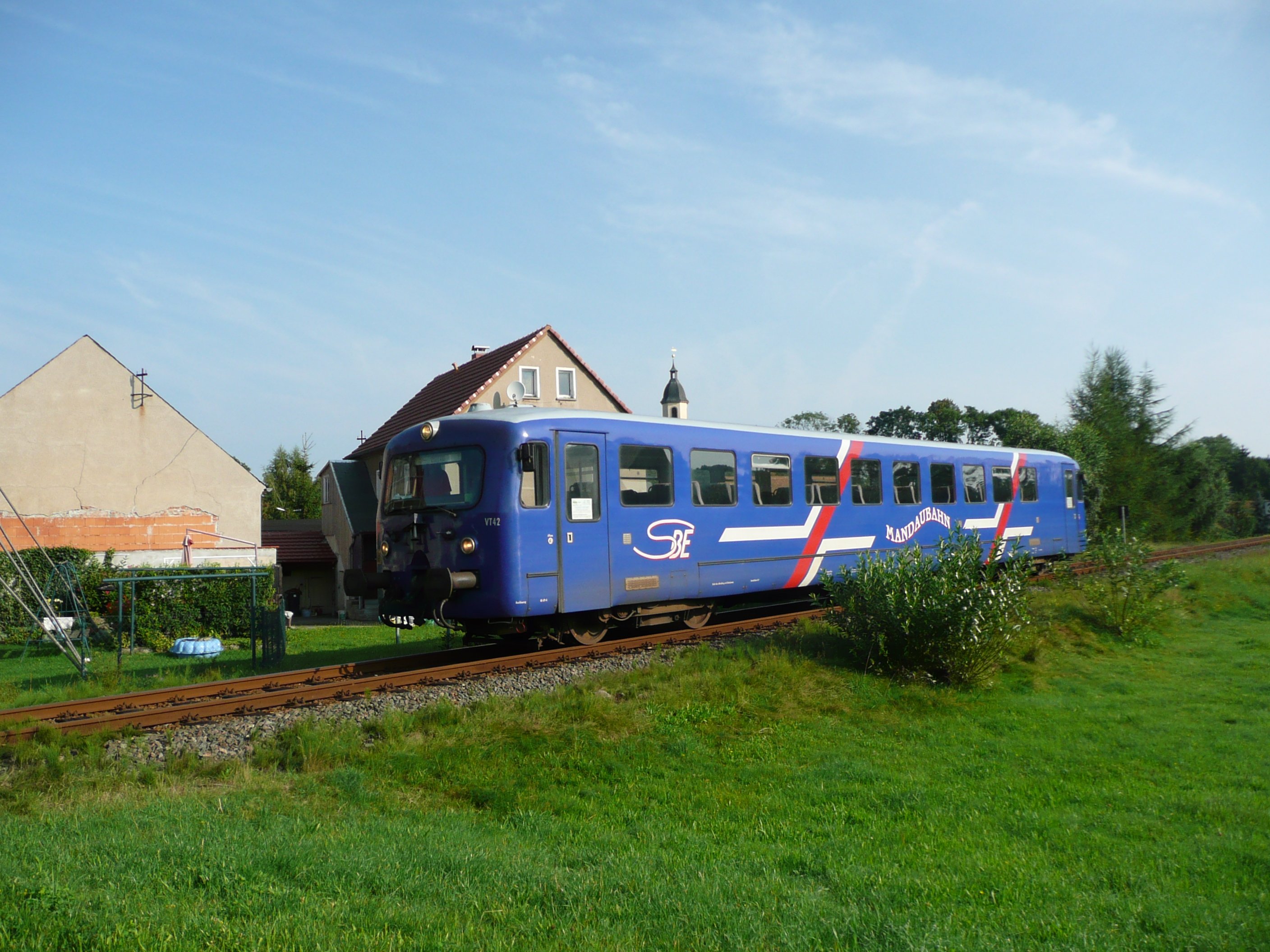
Ehem. Akkutriebwagen VT42 der SBE in Seifhennersdorf (2009)

Die Sächsisch-Böhmische Eisenbahngesellschaft setzte bis Dezember 2010 ihre Uerdinger Schienenbusse (VT und VS 98) ein, die von der Hochwaldbahn stammten. Weiterhin kamen zwei auf Dieselbetrieb umgebaute ehemalige Akkumulator-Triebwagen der früheren DB-Baureihe ETA 150 zum Einsatz. Zeitweise fuhr auch ein NE 81 im Personenverkehr.
Die Vogtlandbahn setzte seit Dezember 2010 planmäßig Triebwagen des Typs Siemens Desiro Classic ein, bedarfsweise ergänzt durch RegioSprinter. Die Länderbahn setzt heute für Züge der Linie L7 Triebwagen des Typs Siemens Desiro Classic und vermehrt Stadler Regio-Shuttle RS1 ein.